# Vòng đấu loại trực tiếp AFC Champions League Two 2024–25

## Sơ đồ
|  | Vòng 16                | Vòng 16 | Vòng 16           | Vòng 16 |                   |                        | Tứ kết | Tứ kết | Tứ kết | Tứ kết |  |  | Bán kết | Bán kết | Bán kết | Bán kết |  |  | Chung kết | Chung kết |  |
|  |                        |         |                   |         |                   |                        |        |        |        |        |  |  |         |         |         |         |  |  |           |           |  |
|  | Thép Xanh Nam Định     | 0       | 0                 | 0       |                   |                        |        |        |        |        |  |  |         |         |         |         |  |  |           |           |  |
|  | Thép Xanh Nam Định     | 0       | 0                 | 0       |                   |                        |        |        |        |        |  |  |         |         |         |         |  |  |           |           |  |
|  | Sanfrecce Hiroshima    | 3       | 4                 | 7       |                   |                        |        |        |        |        |  |  |         |         |         |         |  |  |           |           |  |
|  | Sanfrecce Hiroshima    | 3       | 4                 | 7       |                   | Sanfrecce Hiroshima    | 0      | 1      | 1      |        |  |  |         |         |         |         |  |  |           |           |  |
|  |                        |         |                   |         |                   | Sanfrecce Hiroshima    | 0      | 1      | 1      |        |  |  |         |         |         |         |  |  |           |           |  |
|  |                        |         | Lion City Sailors | 3       | 1                 | 4                      |        |        |        |        |  |  |         |         |         |         |  |  |           |           |  |
|  | Muangthong United      | 2       | Lion City Sailors | 3       | 1                 | 4                      | 0      | 2      |        |        |  |  |         |         |         |         |  |  |           |           |  |
|  | Muangthong United      | 2       |                   |         |                   |                        |        |        |        |        |  |  |         |         |         |         |  |  |           |           |  |
|  | Lion City Sailors      | 3       | 4                 | 7       |                   |                        |        |        |        |        |  |  |         |         |         |         |  |  |           |           |  |
|  | Lion City Sailors      | 3       | 4                 | 7       |                   | Lion City Sailors      | 2      | 0      | 2      |        |  |  |         |         |         |         |  |  |           |           |  |
|  |                        |         |                   |         |                   |                        |        |        |        |        |  |  |         |         |         |         |  |  |           |           |  |
|  |                        |         | Sydney FC         | 0       | 1                 | 1                      |        |        |        |        |  |  |         |         |         |         |  |  |           |           |  |
|  | Port                   | 0       | Sydney FC         | 0       | 1                 | 1                      | 0      | 0      |        |        |  |  |         |         |         |         |  |  |           |           |  |
|  | Port                   | 0       |                   |         |                   |                        |        |        |        |        |  |  |         |         |         |         |  |  |           |           |  |
|  | Jeonbuk Hyundai Motors | 4       | 1                 | 5       |                   |                        |        |        |        |        |  |  |         |         |         |         |  |  |           |           |  |
|  | Jeonbuk Hyundai Motors | 4       | 1                 | 5       |                   | Jeonbuk Hyundai Motors | 0      | 2      | 2      |        |  |  |         |         |         |         |  |  |           |           |  |
|  |                        |         |                   |         |                   | Jeonbuk Hyundai Motors | 0      | 2      | 2      |        |  |  |         |         |         |         |  |  |           |           |  |
|  |                        |         | Sydney FC         | 2       | 3                 | 5                      |        |        |        |        |  |  |         |         |         |         |  |  |           |           |  |
|  | Sydney FC              | 2       | Sydney FC         | 2       | 3                 | 5                      | 3      | 5      |        |        |  |  |         |         |         |         |  |  |           |           |  |
|  | Sydney FC              | 2       |                   |         |                   |                        |        |        |        |        |  |  |         |         |         |         |  |  |           |           |  |
|  | Bangkok United         | 2       | 2                 | 4       |                   |                        |        |        |        |        |  |  |         |         |         |         |  |  |           |           |  |
|  | Bangkok United         | 2       | 2                 | 4       | Lion City Sailors |                        |        |        |        |        |  |  |         |         |         |         |  |  |           |           |  |
|  |                        |         |                   |         |                   |                        |        |        |        |        |  |  |         |         |         |         |  |  |           |           |  |
|  |                        |         | Sharjah           |         |                   |                        |        |        |        |        |  |  |         |         |         |         |  |  |           |           |  |
|  | Al-Khaldiya            | 1       | 3                 | 4       |                   |                        |        |        |        |        |  |  |         |         |         |         |  |  |           |           |  |
|  | Al-Khaldiya            | 1       | 3                 | 4       |                   |                        |        |        |        |        |  |  |         |         |         |         |  |  |           |           |  |
|  | Tractor                | 2       | 3                 | 5       |                   |                        |        |        |        |        |  |  |         |         |         |         |  |  |           |           |  |
|  | Tractor                | 2       | 3                 | 5       |                   | Tractor                | 0      | 2      | 2 (3)  |        |  |  |         |         |         |         |  |  |           |           |  |
|  |                        |         |                   |         |                   | Tractor                | 0      | 2      | 2 (3)  |        |  |  |         |         |         |         |  |  |           |           |  |
|  |                        |         | Al Taawoun        | 0       | 2                 | 2 (4)                  |        |        |        |        |  |  |         |         |         |         |  |  |           |           |  |
|  | Al-Wakrah              | 2       | Al Taawoun        | 0       | 2                 | 2 (4)                  | 2      | 4 (3)  |        |        |  |  |         |         |         |         |  |  |           |           |  |
|  | Al-Wakrah              | 2       |                   |         |                   |                        |        |        |        |        |  |  |         |         |         |         |  |  |           |           |  |
|  | Al Taawoun             | 2       | 2                 | 4 (4)   |                   |                        |        |        |        |        |  |  |         |         |         |         |  |  |           |           |  |
|  | Al Taawoun             | 2       | 2                 | 4 (4)   |                   | Al Taawoun             | 1      | 0      | 1      |        |  |  |         |         |         |         |  |  |           |           |  |
|  |                        |         |                   |         |                   |                        |        |        |        |        |  |  |         |         |         |         |  |  |           |           |  |
|  |                        |         | Sharjah           | 0       | 2                 | 2                      |        |        |        |        |  |  |         |         |         |         |  |  |           |           |  |
|  | Al-Wehdat              | 0       | Sharjah           | 0       | 2                 | 2                      | 3      | 3      |        |        |  |  |         |         |         |         |  |  |           |           |  |
|  | Al-Wehdat              | 0       |                   |         |                   |                        |        |        |        |        |  |  |         |         |         |         |  |  |           |           |  |
|  | Shabab Al Ahli         | 2       | 4                 | 6       |                   |                        |        |        |        |        |  |  |         |         |         |         |  |  |           |           |  |
|  | Shabab Al Ahli         | 2       | 4                 | 6       |                   | Shabab Al Ahli         | 1      | 1      | 2 (4)  |        |  |  |         |         |         |         |  |  |           |           |  |
|  |                        |         |                   |         |                   | Shabab Al Ahli         | 1      | 1      | 2 (4)  |        |  |  |         |         |         |         |  |  |           |           |  |
|  |                        |         | Sharjah           | 1       | 1                 | 2 (5)                  |        |        |        |        |  |  |         |         |         |         |  |  |           |           |  |
|  | Al-Hussein             | 0       | Sharjah           | 1       | 1                 | 2 (5)                  | 1      | 1 (0)  |        |        |  |  |         |         |         |         |  |  |           |           |  |
|  | Al-Hussein             | 0       |                   |         |                   |                        |        |        |        |        |  |  |         |         |         |         |  |  |           |           |  |
|  | Sharjah                | 1       | 0                 | 1 (3)   |                   |                        |        |        |        |        |  |  |         |         |         |         |  |  |           |           |  |

## Vòng 16 đội
| Đội 1              | TTSTooltip Aggregate score | Đội 2                  | Lượt 1 | Lượt 2       |
| ------------------ | -------------------------- | ---------------------- | ------ | ------------ |
| Phía Tây           |                            |                        |        |              |
| Al-Khaldiya        | 4–5                        | Tractor                | 1–2    | 3–3          |
| Al-Wakrah          | 4–4 (3–4 p)                | Al Taawoun             | 2–2    | 2–2 (s.h.p.) |
| Al-Wehdat          | 3–6                        | Shabab Al Ahli         | 0–2    | 3–4          |
| Al-Hussein         | 1–1 (0–3 p)                | Sharjah                | 0–1    | 1–0 (s.h.p.) |
| Phía Đông          |                            |                        |        |              |
| Thép Xanh Nam Định | 0–7                        | Sanfrecce Hiroshima    | 0–3    | 0–4          |
| Muangthong United  | 2–7                        | Lion City Sailors      | 2–3    | 0–4          |
| Port               | 0–5                        | Jeonbuk Hyundai Motors | 0–4    | 0–1          |
| Sydney FC          | 5–4                        | Bangkok United         | 2–2    | 3–2 (s.h.p.) |

#### Phía Tây
| Al-Khaldiya | 1–2 | Tractor |
| ----------- | --- | ------- |
|             |     |         |

| Tractor | 3–3 | Al-Khaldiya |
| ------- | --- | ----------- |
|         |     |             |

Tractor thắng 5–4 sau hai lượt trận.
| Al-Wakrah | 2–2 | Al Taawoun |
| --------- | --- | ---------- |
|           |     |            |

| Al Taawoun | 2–2 | Al-Wakrah |
| ---------- | --- | --------- |
|            |     |           |

4–4 sau hai lượt trận. Al-Taawoun thắng 4–3 ở loạt sút luân lưu.
| Al-Wehdat | 0–2 | Shabab Al Ahli |
| --------- | --- | -------------- |
|           |     |                |

| Shabab Al Ahli | 4–3 | Al-Wehdat |
| -------------- | --- | --------- |
|                |     |           |

Shabab Al Ahli thắng 6–3 sau hai lượt trận.
| Al-Hussein | 0–1 | Sharjah |
| ---------- | --- | ------- |
|            |     |         |

| Sharjah | 0–1 | Al-Hussein |
| ------- | --- | ---------- |
|         |     |            |

1–1 sau hai lượt trận. Sharjah thắng 3–0 ở loạt sút luân lưu.

#### Phía Đông
| Thép Xanh Nam Định | 0–3 | Sanfrecce Hiroshima |
| ------------------ | --- | ------------------- |
|                    |     |                     |

| Sanfrecce Hiroshima | 4–0 | Thép Xanh Nam Định |
| ------------------- | --- | ------------------ |
|                     |     |                    |

Sanfrecce Hiroshima thắng 7–0 sau hai lượt trận.
| Muangthong United | 2–3 | Lion City Sailors |
| ----------------- | --- | ----------------- |
|                   |     |                   |

| Lion City Sailors | 4–0 | Muangthong United |
| ----------------- | --- | ----------------- |
|                   |     |                   |

Lion City Sailors thắng 7–2 sau hai lượt trận.
| Port | 0–4 | Jeonbuk Hyundai Motors |
| ---- | --- | ---------------------- |
|      |     |                        |

| Jeonbuk Hyundai Motors | 1–0 | Port |
| ---------------------- | --- | ---- |
|                        |     |      |

Jeonbuk Hyundai Motors thắng 5–0 sau hai lượt trận.
| Sydney FC | 2–2 | Bangkok United |
| --------- | --- | -------------- |
|           |     |                |

| Bangkok United | 2–3 | Sydney FC |
| -------------- | --- | --------- |
|                |     |           |

Sydney FC thắng 5–4 sau hai lượt trận.

## Tứ kết
| Đội 1                  | TTSTooltip Aggregate score | Đội 2             | Lượt 1 | Lượt 2       |
| ---------------------- | -------------------------- | ----------------- | ------ | ------------ |
| Phía Tây               |                            |                   |        |              |
| Tractor                | 2–2 (3–4 p)                | Al Taawoun        | 0–0    | 2–2 (s.h.p.) |
| Shabab Al Ahli         | 2–2 (4–5 p)                | Sharjah           | 1–1    | 1–1 (s.h.p.) |
| Phía Đông              |                            |                   |        |              |
| Sanfrecce Hiroshima    | 1–4                        | Lion City Sailors | 0–3    | 1–1          |
| Jeonbuk Hyundai Motors | 2–5                        | Sydney FC         | 0–2    | 2–3          |

#### Phía Tây
| Tractor | 0–0 | Al Taawoun |
| ------- | --- | ---------- |
|         |     |            |

| Al Taawoun        | 2–2 (s.h.p.) | Tractor |
| ----------------- | ------------ | ------- |
|                   |              |         |
| Loạt sút luân lưu |              |         |
|                   | 4–2          |         |

| Shabab Al Ahli | 1–1 | Sharjah |
| -------------- | --- | ------- |
|                |     |         |

| Sharjah           | 1–1 (s.h.p.) | Shabab Al Ahli |
| ----------------- | ------------ | -------------- |
|                   |              |                |
| Loạt sút luân lưu |              |                |
|                   | 5–4          |                |

#### Phía Đông
| Sanfrecce Hiroshima | 0–3 | Lion City Sailors |
| ------------------- | --- | ----------------- |
|                     |     |                   |

| Lion City Sailors | 1–1 | Sanfrecce Hiroshima |
| ----------------- | --- | ------------------- |
|                   |     |                     |

| Jeonbuk Hyundai Motors | 0–2 | Sydney FC |
| ---------------------- | --- | --------- |
|                        |     |           |

| Sydney FC | 2–3 | Jeonbuk Hyundai Motors |
| --------- | --- | ---------------------- |
|           |     |                        |

## Bán kết
| Đội 1             | TTSTooltip Aggregate score | Đội 2     | Lượt 1 | Lượt 2 |
| ----------------- | -------------------------- | --------- | ------ | ------ |
| Phía Tây          |                            |           |        |        |
| Al Taawoun        | 1–2                        | Sharjah   | 1–0    | 0–2    |
| Phía Đông         |                            |           |        |        |
| Lion City Sailors | 2–1                        | Sydney FC | 2–0    | 0–1    |

#### Phía Tây
| Al Taawoun | 1–0 | Sharjah |
| ---------- | --- | ------- |
|            |     |         |

| Sharjah | 2–0 | Al Taawoun |
| ------- | --- | ---------- |
|         |     |            |

#### Phía Đông
| Lion City Sailors | 2–0 | Sydney FC |
| ----------------- | --- | --------- |
|                   |     |           |

| Sydney FC | 1–0 | Lion City Sailors |
| --------- | --- | ----------------- |
|           |     |                   |

1. ↑  Lion City Sailors được trao chiến thắng 0–3 do bỏ cuộc, sau khi Sanfrecce Hiroshima tung ra sân một cầu thủ không đủ điều kiện. Tỷ số trên sân ban đầu là chiến thắng 6–1 của Sanfrecce Hiroshima.[1][2]

1. ↑  Tan, Gabriel (ngày 8 tháng 3 năm 2025). "Lion City Sailors handed AFC Champions League Two lifeline over Sanfrecce Hiroshima fielding suspended player". ESPN Singapore (bằng tiếng Anh). Truy cập ngày 8 tháng 3 năm 2025.
2. ↑  "List of the AFC Disciplinary and Ethics Committee decision 8 March 2025" (PDF). The AFC. ngày 8 tháng 3 năm 2025. Truy cập ngày 9 tháng 3 năm 2025.